# Средњовековни псалтир
Средњовековни псалтир је назив за књигу из средњег вијека која се користила у цркви и за кућне молитве. Писала се у псалмима. У средњем вијеку било је потребно уложити много труда да пи се направила једна псалтирска књига. Богати људи су да би истакли своје богатство и значај плаћали писарима да им праве њихов лични псалтир. Књиге су биле поприлично дуге, око 500 страна, све их је радио један писар и шест илустратора. 
Почетак Псалма, број 101 означен је великим почетним словом Д, са сликом. Најприје је урађен текст па се тек на крају пише и украшава слово Д. Књиге се се у западном хришћанству писале на латинском језику, а стил украшавања је био готски стил. 